# Isola di Scaviccio
L'isola di Scaviccio è un isolotto del mar Tirreno situato tra le isole di La Maddalena - di cui fa parte amministrativamente - e Caprera, nella Sardegna nord-orientale.

Si trova all'interno del parco nazionale dell'Arcipelago di La Maddalena.